# سیارک ۱۶۴۱۹

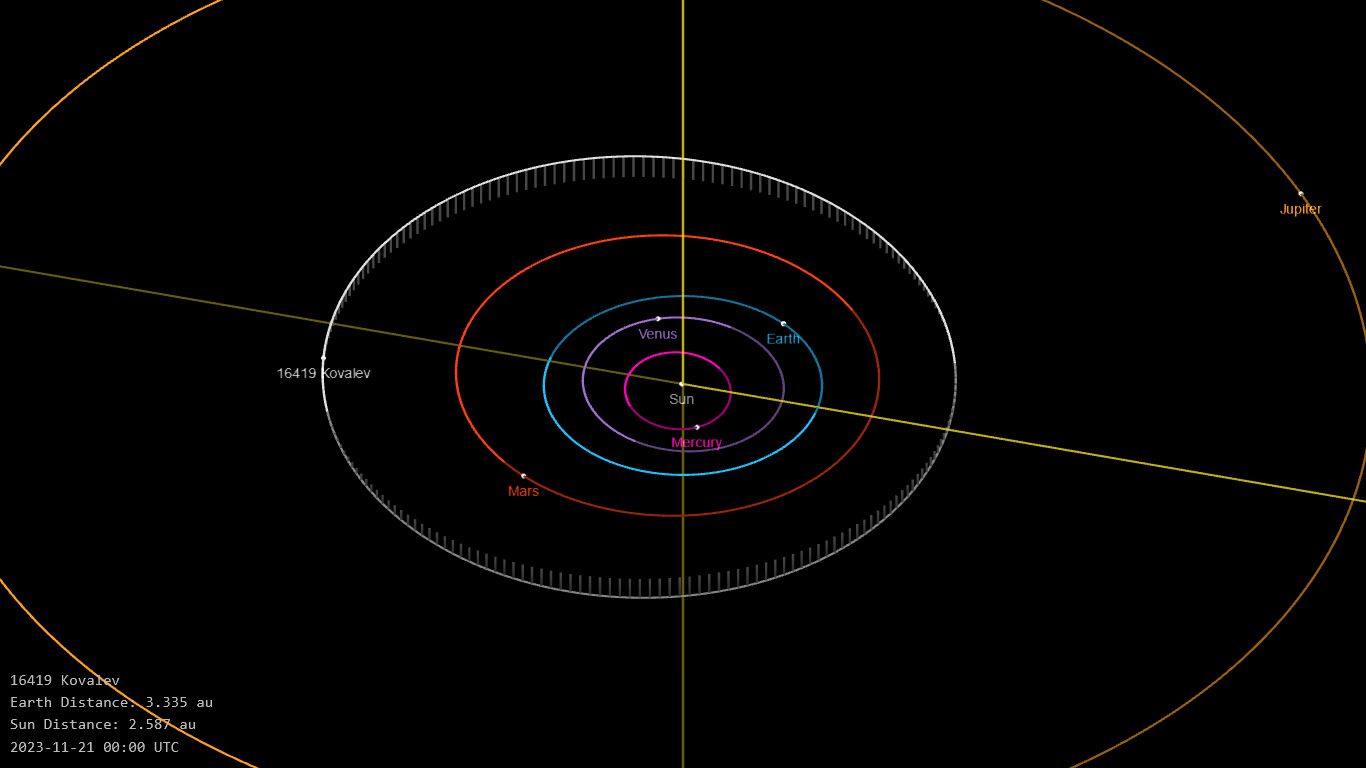
نمایی از محل قرارگیری سیارک ۱۶۴۱۹ در مدار – ۲۰۲۳

سیارک ۱۶۴۱۹ (به انگلیسی: 16419 Kovalev، نامگذاری:1987SS28) شانزده هزار و چهارصد و نوزدهمین سیارک کشف شده‌است که در ۲۴ سپتامبر ۱۹۸۷ کشف شد.
قدر مطلق سیارک برابر ۱۹.۵ است.